# Helia diversa
Helia diversa là một loài bướm đêm trong họ Erebidae.